# Steinhaus Bunderhee
Das Steinhaus Bunderhee ist eine der ältesten erhaltenen Burgen Ostfrieslands. Die dreigeschossige mittelalterliche Turmburg in Bunderhee aus dem 14. Jahrhundert war Häuptlingssitz und ist in der Grundsubstanz unverändert erhalten. Der barocke Anbau im Westen wurde im Jahr 1735 fertiggestellt. Das Steinhaus Bunderhee liegt im Landkreis Leer, 2 km nordöstlich von Bunde im Rheiderland.

## Geschichte

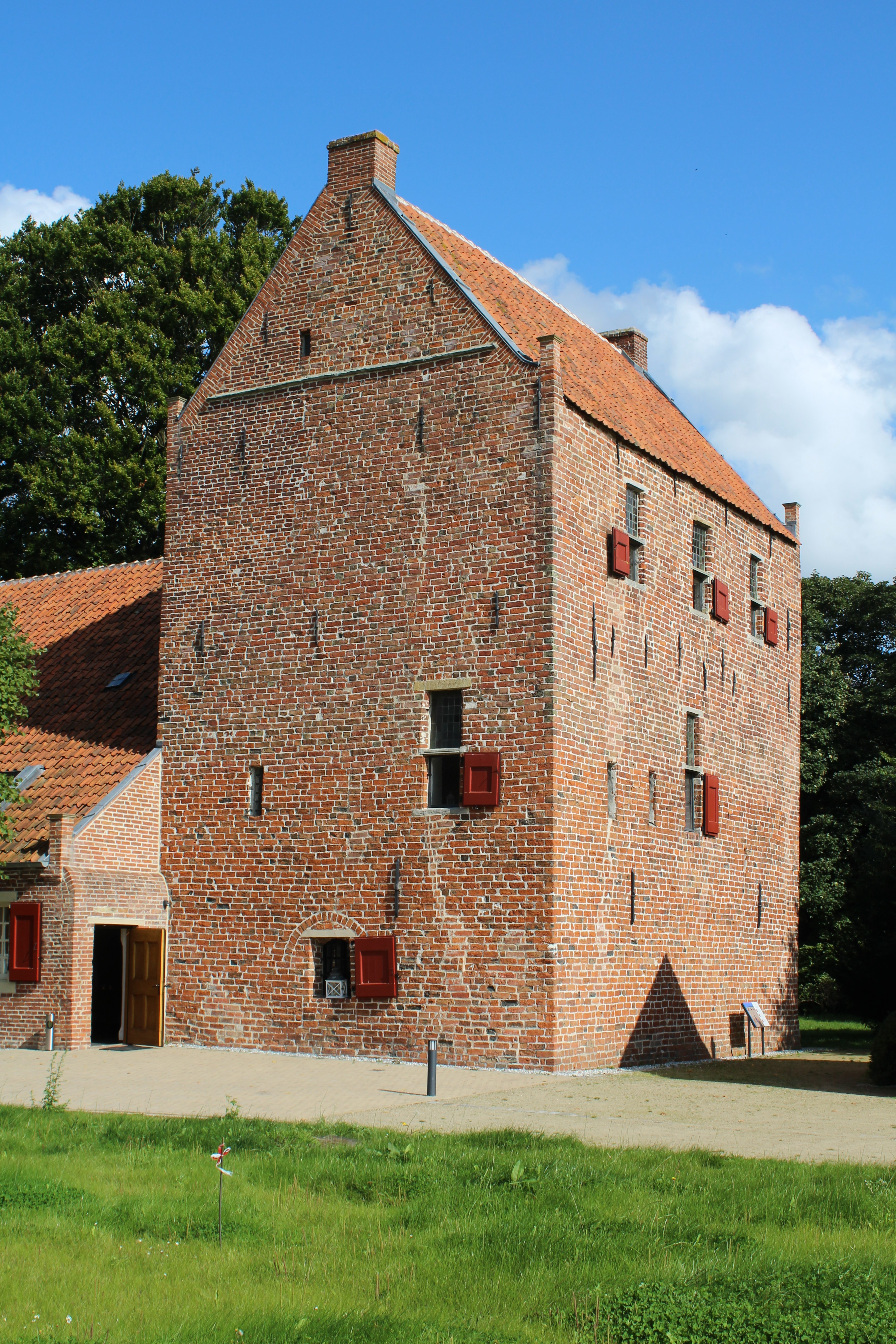
Turm von Südosten

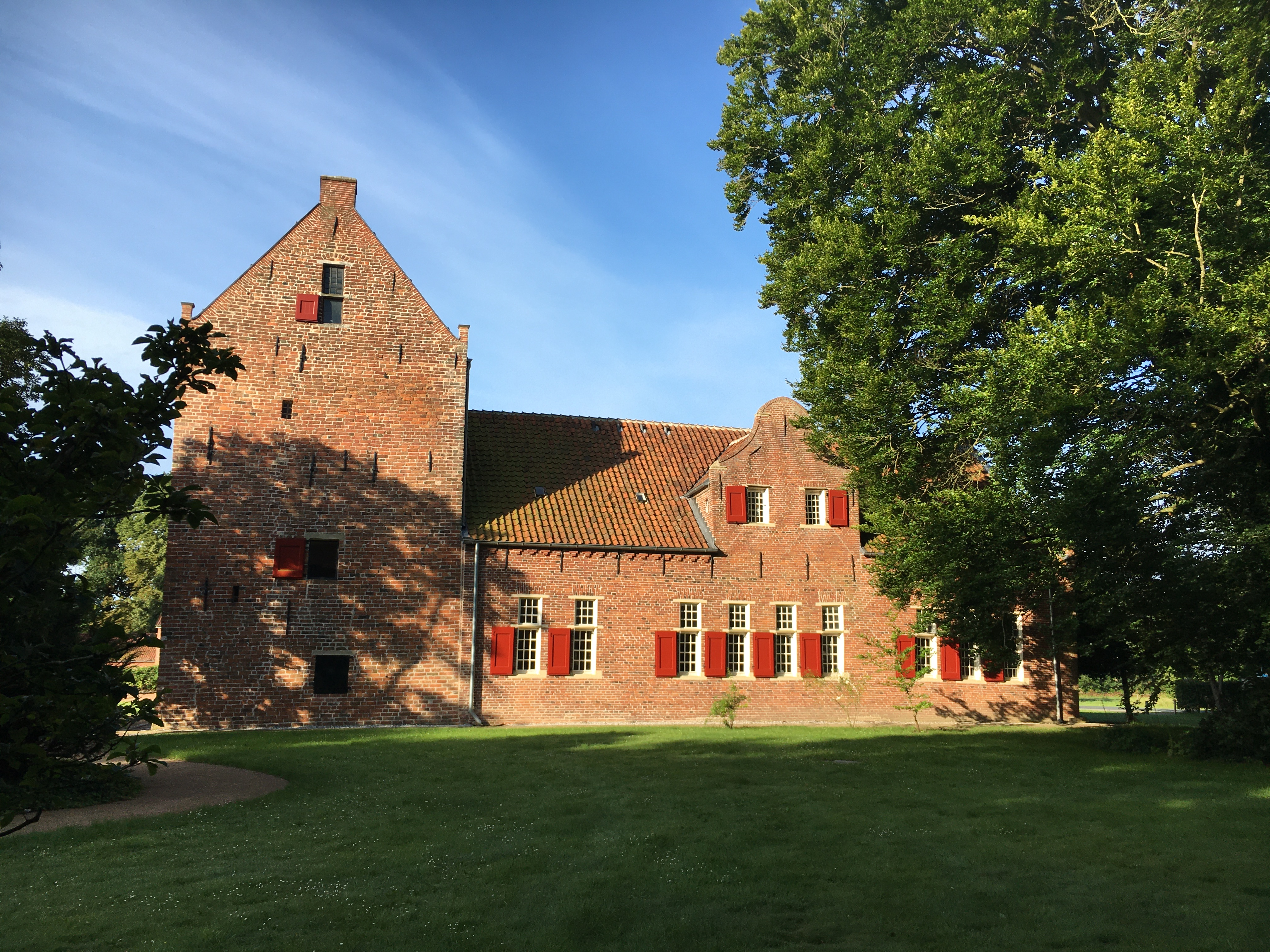
Nordseite des Steinhauses

Das Steinhaus liegt am äußersten nördlichen Rand eines 5 m hohen Geestrückens, der sich über Bunde erstreckt, und gehörte ursprünglich auch politisch zu diesem Ort.
Mündlicher Überlieferung zufolge reichen die Anfänge des Steinhauses Bunderhee ins 9. bis 10. Jahrhundert zurück. Bezeugt ist das Wirken des Häuptlings Gala Nommcka (Okkel Noneka) in Bunde im Jahr 1391. Eine Verbindung mit dem Steinhaus ist bisher ungeklärt. Dies gilt auch für den 1448 und 1463 bezeugten Bunder Häuptling Luwert Saninga (Sanninge).
Nach bisherigem Kenntnisstand stammt die Turmburg aus dem 14. Jahrhundert. Die dreigeschossige Anlage wurde zunächst nur als Schutz- und Speicherbau und nicht als Wohnraum genutzt. Da nach dem Brokmerbrief, der auch noch im 14. Jahrhundert die geltende friesische Rechtsgrundlage darstellte, der Bau hoher Steinhäuser verboten war, müssen hier besondere Privilegien der lokalen Häuptlinge geherrscht haben. So heißt es in dem Rechtsbuch:

„Die Brokmänner erheben dies zum Gesetz, daß da keine Burgen und keine Mauern und keine hohen Steinhäuser sein dürfen bei (einer Strafe von) acht Mark ... Wird irgendein Steinhaus höher gebaut als zwölf Rutenfuß hoch im Geviert, und ein Keller über zwei Hausfächer im Geviert reichend, so büße der, dem es gehört, mit acht Mark.“

Vermutlich gab es in der ursprünglichen Anlage einen Brunnen. Der alte Zugang zum ersten Geschoss befand sich in 3 m Höhe an der Westseite und konnte nur über Leitern betreten werden. Dies weist ebenso wie die ursprünglich sehr kleinen Fenster auf die Verteidigungsfunktion des Gebäudes hin.

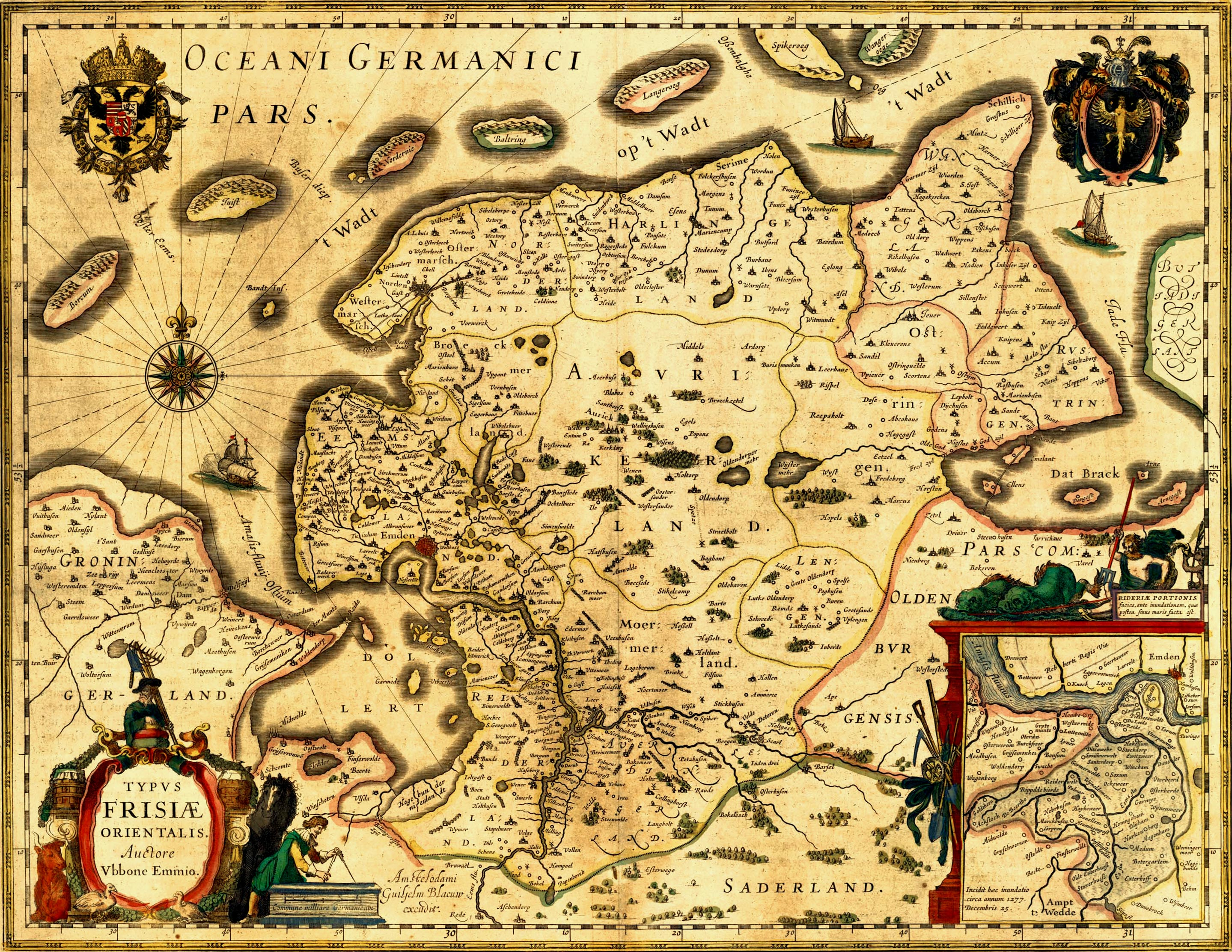
Ostfriesland um 1600, gezeichnet von Ubbo Emmius

Archäologische Ausgrabungen 1977 und Sondierungsbohrungen 1999 haben bestätigt, dass es nördlich des Steinhauses eine Wasserverbindung zwischen dem Steinhausgraben und dem Dollart gegeben hat. Nachgewiesen wurde ein 5,5 m breiter und 1,2 m tiefer Trockengraben aus älterer Zeit, der das Steinhaus vom Westen, Norden und Osten umschloss, dessen Entstehung aber noch ungeklärt ist. Ein jüngerer Graben könnte mit dem Vorstoß des Dollarts bis an die Bunder Geest zu Beginn des 15. Jahrhunderts in Verbindung gebracht werden. Dieser Graben war der letzte Ausläufer eines Wasserweges, sodass Schiffe in Bunderhee anlegen konnten. Ubbo Emmius verzeichnet auf seiner Karte Ostfrieslands nordwestlich von Bunde auf der Höhe von „Hochee“ (Bunderhee) die kleine Insel Jarde(n), die Flüchtlingen Schutz bot. Spätestens mit der Einpolderung 1707 ging dieser Zugang zur See verloren. Der heutige Teich mit einem Hügel an der Nordseite ist nicht etwa ein Rest dieses Graben, wie lange vermutet wurde, sondern verdankt sich der Gartengestaltung gegen Ende des 19. Jahrhunderts.
Als im 16. Jahrhundert die Zeiten friedlicher wurden, wurde das Steinhaus in ein Wohnhaus umgestaltet, indem man um 1500 im ersten Obergeschoss das Fenster an der Ostseite vergrößerte und einen spätgotischen offenen Kamin sowie eine Altarnische einbaute. Im Zuge eines neuen Daches erhielt das Steinhaus seinen heutigen oberen Abschluss. Gegen Ende des 16. Jahrhunderts wurde die Altarnische im ersten Obergeschoss in ein Fenster umgebaut. Man versah das zweite Obergeschoss mit einem asymmetrischen Renaissance-Kamin und baute weitere Fenster ein. Zudem erhielt das Turmgebäude eine Wendeltreppe, nachdem der Zugang zum zweiten Obergeschoss und zum Dachboden zuvor nur über Leitern möglich war.
Petrus Ficinus († 1623) aus Geldern war ab 1595 Besitzer des Steinhauses und stand im Dienst der Grafen Ostfrieslands. 1599 verlieh Graf Enno II. dem Steinhaus die adelige Freiheit. Das Gebäude wurde ab 1600 verpachtet. Ficinus’ Tochter Katharina Ficinus heiratete Tiberias van Heteren aus Geldern. Verschiedene Spuren weisen darauf hin, dass der Zugang im Westen im 17. Jahrhundert durch einen kleinen Anbau erfolgte.

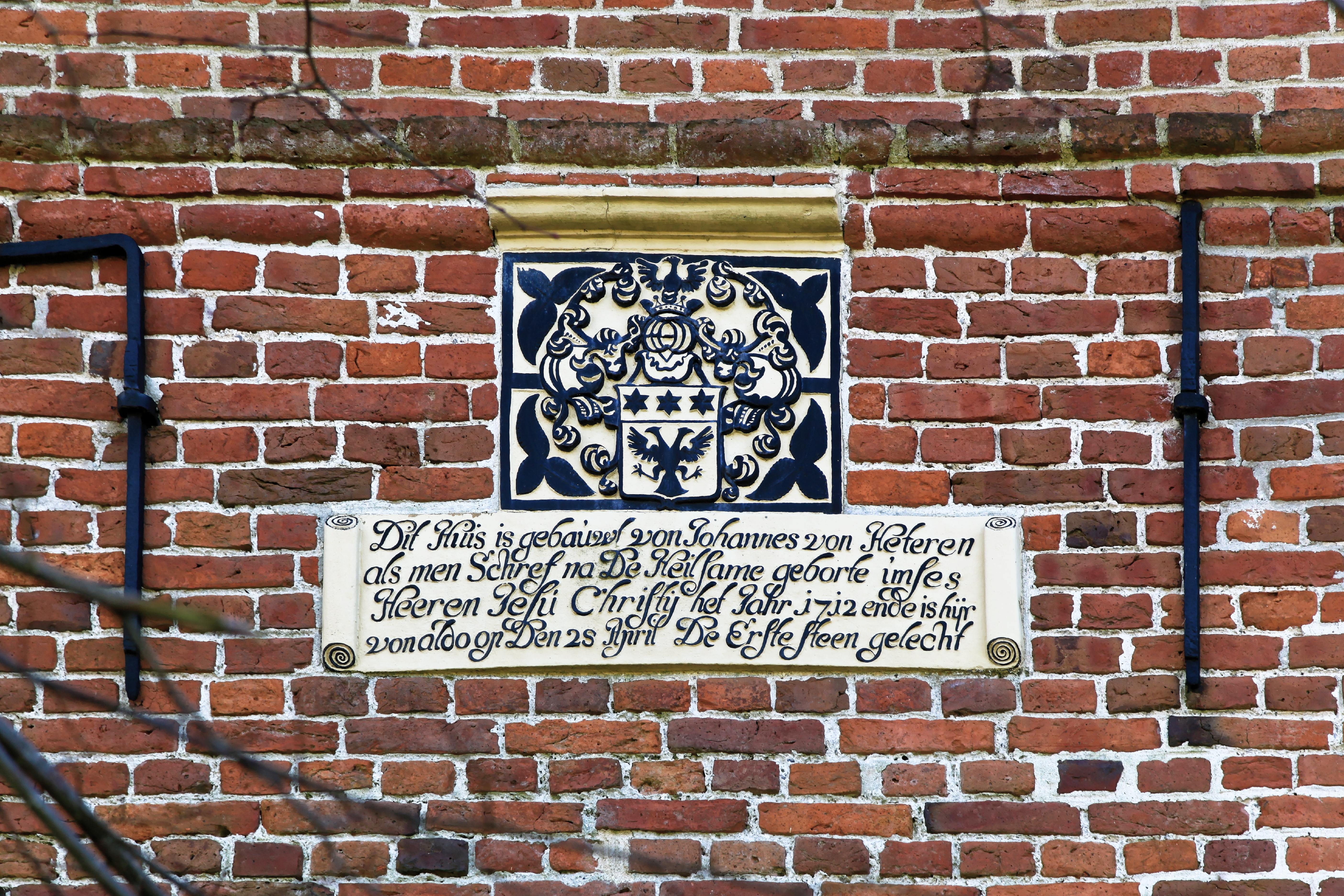
Bauinschrift an der Westseite des barocken Anbaus

Nachdem die Wasserzufahrt nicht mehr möglich war, errichtete Johannes van Heteren 1712 an der westlichen Seite ein komfortables eingeschossiges Wohngebäude im barocken Stil. Der vermutete angebaute Turmzugang im Westen wich dem „neuen Haus“. 1735 wurden die Umbaumaßnahmen abgeschlossen. Eine Bauinschrift an der Westwand zeugt von der Grundsteinlegung:
„Dit Hius is gebauwt von Johannes von Heteren als men Schref na De Heilsame geborte unses Heeren Jesu Christy het Jahr 1712 ende is hyr vonaldo op den 28 April De Eerste Steen gelecht“.

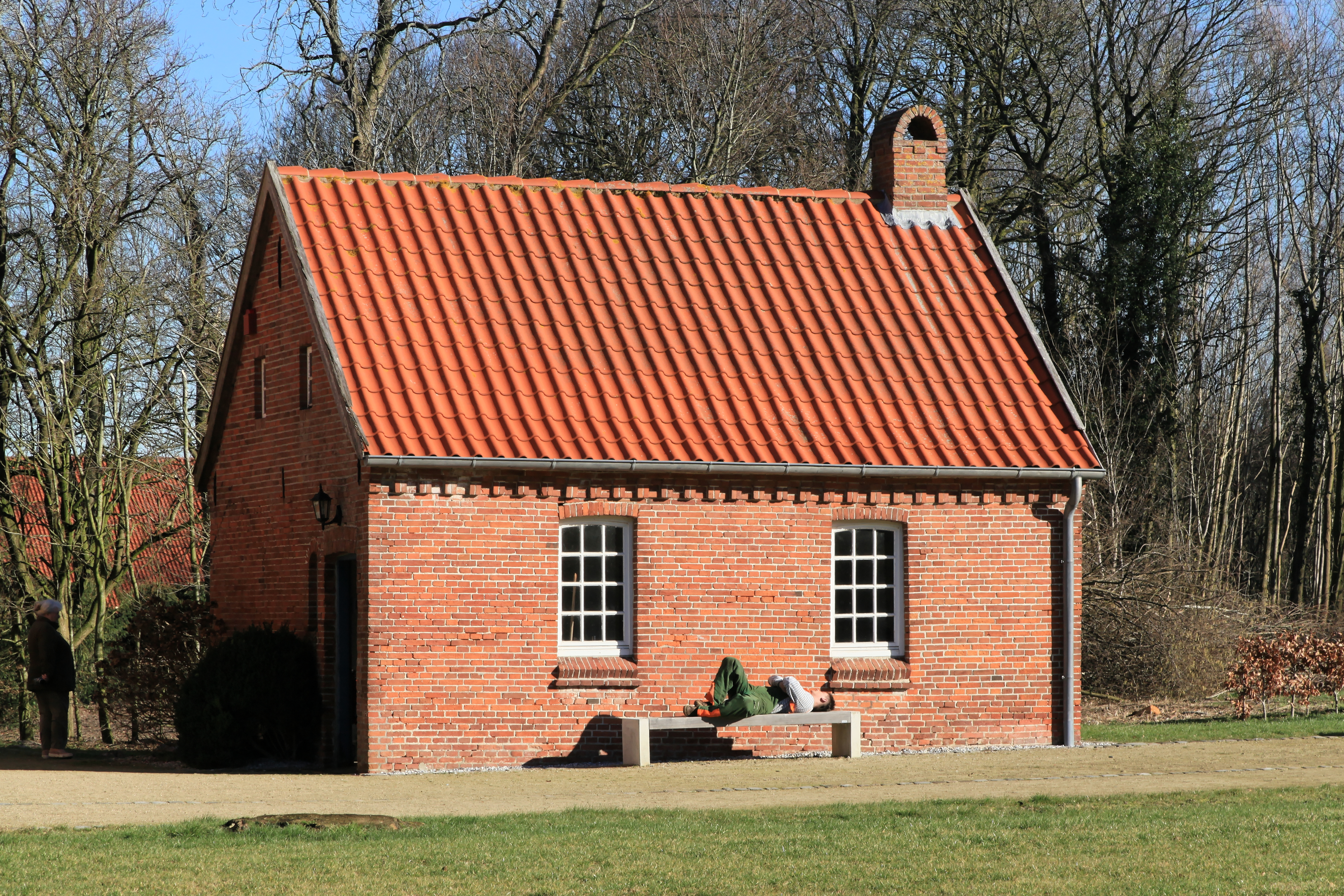
„Stokhus“ am Steinhaus Bunderhee

Das Turmhaus wurde zum Hinterhaus, diente fortan wieder als Speicherraum und blieb von Veränderungen verschont. Die Familie van Heteren bewohnte bis Ende des 19. Jahrhunderts das Gebäude und bewirtschaftete auch den benachbarten Hof. Aus dieser Spätzeit stammt auch das frei stehende „Stokhus“, ein kleines Wirtschaftsgebäude, das östlich des Turmes gebaut wurde. Nach der Familie van Heteren ging das Steinhaus in den Besitz der Familie Elias über.
1928 wurden Sicherungsmaßnahmen durchgeführt, 1972 das Dach neu eingedeckt und die Balkendecke teils erneuert. 1976 erwarb die Ostfriesische Landschaft das Steinhaus von der Witwe Klasine Elias und führte 1976–1978 eine Totalsanierung durch.

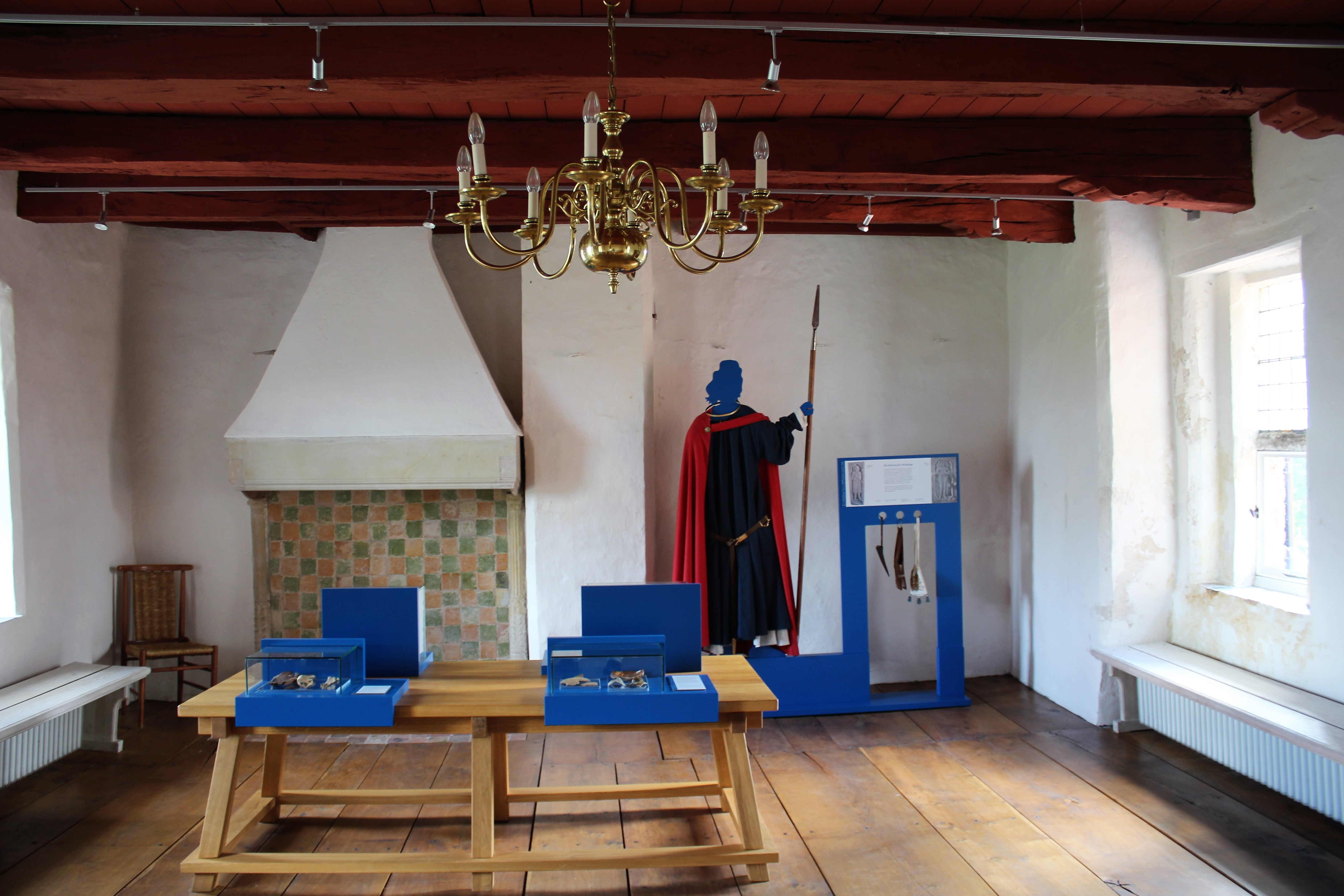
Zweites Turmgeschoss mit spätgotischem Kamin und Ausstellung (2017)

Von 1978 bis 2002 war das Steinhaus Sitz der Norddeutschen Orgelakademie unter Leitung von Harald Vogel. Hier verbrachten Professoren aus aller Welt ihr Sabbatjahr, um auf den historischen Orgeln der Orgellandschaft Ostfriesland die Werke der Alten Meister in der historischen Spielweise zu erlernen. Ausgehend vom Steinhaus führte Vogel auch internationale Sommerkurse (Meisterkurse) durch. Zudem beherbergte das Steinhaus eine wertvolle Sammlung historischer besaiteter Tasteninstrumente und verschiedener Repliken. Die Instrumente wurden 2002 ins Organeum nach Weener überführt.
Zwischen 2002 und 2008 diente das Steinhaus der ostfriesischen Künstlerin Elisabeth Tatenberg und dem niederländischen Architekten Jan Timmer als Atelier unter dem Namen „Kunsthaus Steinhaus“ und als Wohnung.
Die Ostfriesische Landschaft erwarb 2007 mithilfe der Ostfrieslandstiftung den benachbarten Hof Tammen. Die geplante Anlage eines Windparks und eines Ferienparks in der Nähe des Steinhauses hat jahrelang die Öffentlichkeit polarisiert.

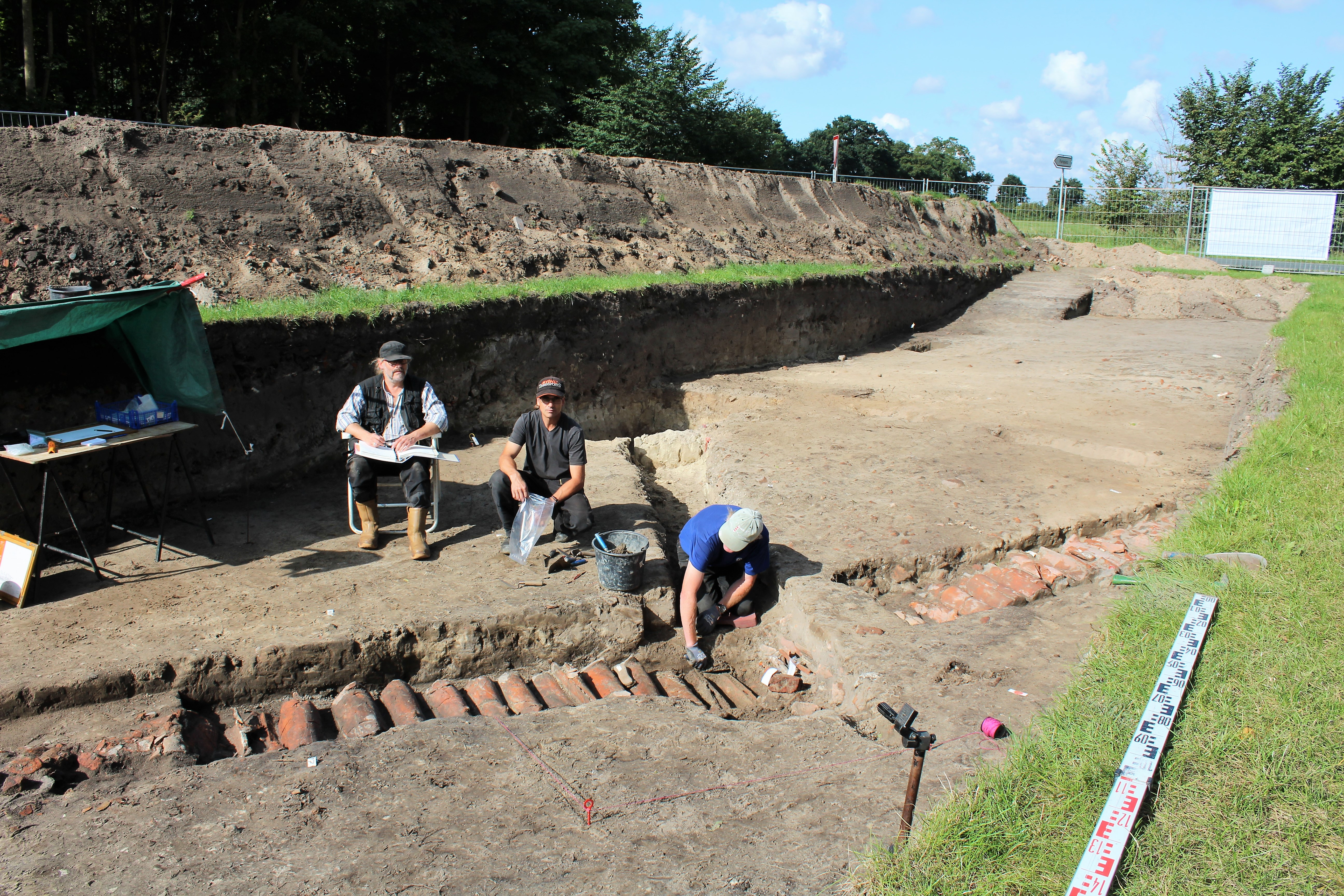
Bei Ausgrabungen freigelegter Ziegelweg des 17. Jahrhunderts

Nachdem sich der bauliche Zustand des Gebäudes weiter verschlechtert hatte und das Atelier 2008 nach Weener umgezogen war, blieb das Steinhaus unbewohnt. Die statische Sicherheit der Dachkonstruktion war nicht mehr gewährleistet, da die tragenden Balkenköpfe aufgrund der Feuchtigkeit des Mauerwerks morsch geworden waren. Nachdem die Finanzierung von € 400.000 gewährleistet und Zuschüsse bewilligt worden waren, erfolgte die Sanierung des Steinhauses vom April 2010 bis März 2011. Im Jahr 2015 übernahm die Landschaft im Zuge eines Flächentausches den Nachbarhof August, wo nach Abriss und archäologischen Grabungen eine befestigte Zuwegung und Parkmöglichkeiten geschaffen worden sind.
Seit der Wiedereröffnung beherbergt das Gebäude eine Ausstellung über die Geschichte der ostfriesischen Häuptlinge einschließlich eines Kurzfilms, steht für kulturelle Veranstaltungen offen und bietet einen Rahmen für standesamtliche Trauungen. Bei archäologischen Ausgrabungen im Jahr 2017 wurde an der Südseite ein 10 Meter langer Ziegelweg des 17. Jahrhunderts aus mittelalterlichen Dachpfannen entdeckt, der die These von dem Hafenbecken stützen könnte.

## Baubeschreibung

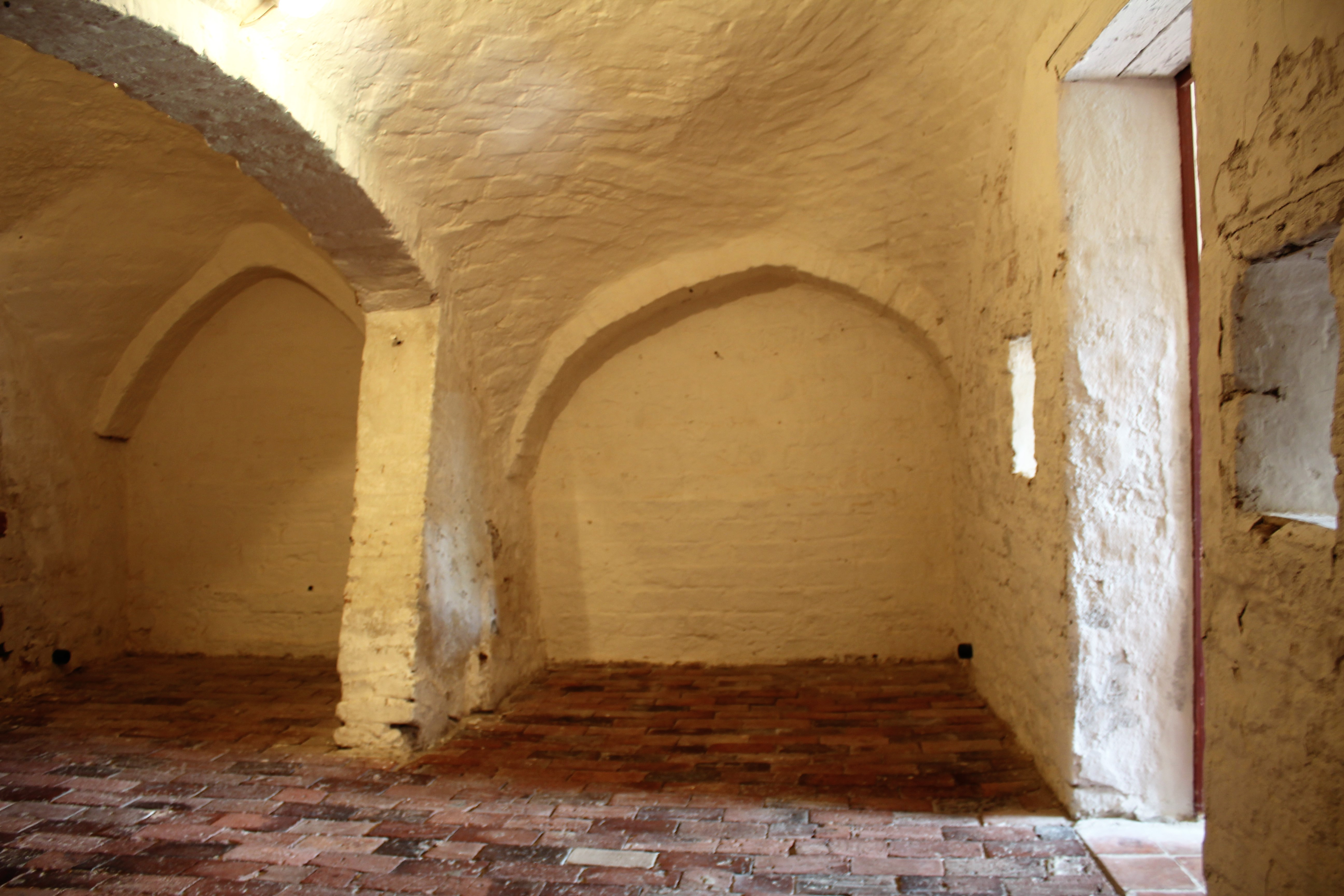
Kellergewölbe im Turm

Die dreigeschossige Turmanlage erreicht eine Höhe von 15,2 m Höhe. Das Untergeschoss des Steinhauses mit einem Grundriss von 11,40 × 7,60 m weist 1,60 m dicke Mauern auf, die im ersten Obergeschoss über 1 m und im zweiten Obergeschoss noch etwa 90 cm mächtig sind. Die Ziegelsteine im Klosterformat sind 29 × 14 × 9 cm groß und mit Muschelkalk gemauert.
Das ebenerdige Portal an der Südseite mit seinem leicht zugespitzten Rundbogen ist erhalten geblieben. Das Untergeschoss ist in schlichter Weise überwölbt. Von den zwei Schießscharten im Untergeschoss ist noch eine erkennbar, außerdem im ersten Obergeschoss eine runde Schießscharte. Von den ursprünglichen schmalen Fenstern in den beiden Obergeschossen sind noch einige erhalten. Über den beiden Obergeschossen befindet sich noch ein Dachgeschoss, das anfänglich vielleicht mit einem Walmdach versehen war.
Der barocke Westanbau ist über einem Grundriss von 20,1 × 11,4 m errichtet. Er ist nicht durch einen Mauerwerksverband mit dem Turm verbunden und weist auch keine doppelte Abschlussmauer zum Turm auf, sondern wurde direkt angemauert. Aufgrund der Neigung des Turms wurde die senkrechte Fuge im Laufe der Zeit immer größer und weist in Höhe der Traufe eine Breite von 20 cm auf. Über jedem rechteckigen Fenster (65 × 123 cm) ist ein kleineres (65 × 97 cm) angebracht, die durch ein Sandsteinelement verbunden werden. Die Fensterstürze und Sohlbänke sind ebenfalls aus Sandstein gefertigt. Die Außenwände werden unter der Traufe mit einem Fries angeschlossen. An der Nord- und Südseite befindet sich je ein Zwerchhaus mit Satteldach und einem geschwungenen Giebel. Während das nördliche Zwerchhaus zwei rechteckige Fenster aufweist, ist das südliche aufwändiger gestaltet: Über einem großen Fenster mit Segmentbogen, das auf eine Vergrößerung im Jahr 1751 zurückgeht, ist ein Sandsteinband eingemauert und in der Giebelspitze ein kleines Rundfenster. Die Eckpilaster sind mit Sandstein verziert. Das Eingangsportal weist ebenfalls einen Segmentbogen auf, über dem das Wappen der Familie van Heteren zu sehen ist, und wird seitlich von zwei schmalen Doppelfenstern und Pilastern flankiert. Zum Osten hin beim Turm ermöglicht ein kleiner Vorbau einen Nebeneingang.

## Besitzerfolge
| Folge | Zeitraum         | Name, Verwandtschaft und Besitzanteil |
| ----- | ---------------- | --- |
| 1.    | 16. Jh. bis 1594 | I. Familie Crumminga von Weener; u. a. Enge Crumminga († 1580), Miteigentümerin, heiratet 1561/62 Uke Sparringa († 1594)                                                                                            |
| 1.    | 16. Jh. bis 1594 | II. Haike zu Deddeborg († nach 1597), Miteigentümerin, heiratet Rindelt Uden († vor 1595), der 1579 Uko Sparringa den Anteil seiner Frau verkauft                                                                   |
| 2.    | 1595–1638        | Tyda Sparringa (1562–1638), heiratet nach 1595 Petrus Ficinus († 1623) |
| 3.    | 1638–1683        | I. Agneta Ficinus († 1683), Besitzerin einer Hälfte |
| 3.    | 1638–1673        | II. Katharina Ficinus († 1673), Besitzerin einer Hälfte, heiratet 1634 Tiberias van Heteren († 1648) |
| 4.    | 1673–1682        | I. Peter Ulrich van Heteren (1639–1682), Besitzer einer Hälfte, heiratet 1668 |
| 4.    | 1682–1693        | II. Engel Jans Nannes († 1693), Besitzerin des ganzen Steinhauses |
| 5.    | 1693–1737        | I. Johannes van Heteren (1675–1737), Besitzer eines Drittels |
| 5.    | 1693             | II. Romberta van Heteren (1672–1742), Besitzerin eines Drittels, das sie an ihren Bruder Johannes verkauft |
| 5.    | 1693–1730        | III. Tyda Agneta van Heteren († vor 1731), Besitzerin eines Drittels, heiratet Jan Roelfs, in zweiter Ehe Aycke Harms                                                                                               |
| 6.    | 1730–1795        | Erbengemeinschaft I. Peter Ulrich van Heteren (1698–1755), heiratet Engel Bruns (1703–1762) II. Engel Aykens (1705–1795) III. Harm Ayckens (1715–1764)                                                              |
| 7.    | 1795–1828        | Erbengemeinschaft van Heteren |
| 8.    | 1828–1872        | Erbengemeinschaft van Heteren, Kinder von Peter Ulrich van Heteren (1773–1827), verheiratet mit Antje Busemann (1782–1851), namentlich Johannes van Heteren (1818–1872), verheiratet mit Egberdina Pots (1840–1921) |
| 9.    | 1872–1891        | Erbengemeinschaft van Heteren, namentlich die zwei Töchter von Johannes van Heteren, verheiratet mit Egberdina Pots I. Annette Gesine van Heteren (1872–1949) II. Johanne Petronella Ulrike van Heteren (* 1873)    |
| 10.   | etwa 1891–1976   | Familie Elias |
| 11.   | ab 1976          | Ostfriesische Landschaft |

## Legenden
Dass das Steinhaus ursprünglich mit der mittelalterlichen Kirche in Bunde durch einen unterirdischen Tunnel verbunden gewesen sein soll, gehört ins Reich der Legende, wie archäologische Untersuchungen nachgewiesen haben. Tatsächlich datiert der älteste erhaltene Grabstein auf der Grabesstätte des Steinhauses in der Bunder Kirche auf das Jahr 1411. Unklar bleibt, ob es sich um den Grabstein des besagten Gala Nommcka handelt.
An der Nordseite des Steinhauses sollen noch die (Reste der) alten Eisenringe zu sehen sein, an denen anlegende Schiffe vertäut worden sein sollen, als es noch eine direkte Zufahrt vom Dollart gab. Diese Überlieferung bewahrte das alte Wissen um einen schiffbaren Zuweg, was durch neuere Untersuchungen bestätigt werden konnte.
Auch wird überliefert, dass ein schönes, aber stolzes Burgfräulein verschiedene Bewerber abwies. Als ein Verehrer in den Kreuzzügen starb, verzehrte sich das Burgfräulein im Liebeskummer. Auch der Tod verschaffte ihr keine Erlösung, sodass sie nachts als „Weiße Frau“ den Verlust des Ritters beklagte und am Fenster Ausschau hielt. Dieser Fluch sei als Kreidezeichnung auf einen alten Holzbalken geschrieben worden.